# Marin City
Marin City ist ein census-designated place (CDP) in Marin County im US-Bundesstaat Kalifornien mit 2993 Einwohnern (Stand: 2020).

## Geschichte
Vor dem Zweiten Weltkrieg war das heutige Ortsgebiet dünn besiedelt und wurde vor allem zur Milchviehhaltung genutzt. Kurz nach der Kriegserklärung am 8. Dezember 1941 wurde Marin City im Laufe des Jahres 1942 zügig gebaut, um 6000 der 20.000 Arbeiter zu beherbergen, die aus den ganzen Vereinigten Staaten zugewandert waren, angezogen von den Arbeitsplätzen im Verteidigungsbereich von Marinship, der Werft am Hafen von Sausalito. Insgesamt 93 Liberty-Frachter und Tanker wurden von Marinship in weniger als drei Jahren gebaut und vom Stapel gelassen.
Viele der afroamerikanischen Werftarbeiter, die während der zweiten Phase der Great Migration aus dem Süden in die Bay Area eingewandert waren, lebten nach dem Krieg weiterhin in Marin City, entweder aus freien Stücken oder weil viele schwarze Familien durch die örtlichen Bauvorschriften daran gehindert wurden, in den Städten rund um Marin City zu wohnen oder dort Häuser zu kaufen. Sie wurden zum Kern der Gemeinde, nachdem viele der anderen Arbeiter nach Kriegsende in andere Gebiete gezogen waren. Während des Krieges machten Afroamerikaner etwa 10 % der Bevölkerung von Marin City aus. In den 1970er Jahren machten Afroamerikaner mehr als drei Viertel der Bevölkerung von Marin City aus, von denen die meisten Nachkommen der Werftarbeiter waren. Der Anteil an Afroamerikanern ist damit deutlich höher als im restlichen Marin County.
Während der 1980er und 1990er Jahre gab es eine beträchtliche Wohn- und Geschäftsentwicklung in der Gemeinde, einschließlich mehrerer neuer Wohnsiedlungen, Apartmentkomplexe und Eigentumswohnungen.

## Demografie
Nach der Volkszählung von 2010 leben in Marin City 2666 Menschen. Die Bevölkerung teilt sich 2019 auf in 32,8 % nicht-hispanische Weiße, 26,3 % Afroamerikaner, 7,5 % Asiaten und 12,8 % mit zwei oder mehr Ethnizitäten. Hispanics oder Latinos machten 25,2 % der Bevölkerung aus. Das mittlere Haushaltseinkommen lag 2017 bei 113.908 US-Dollar und die Armutsquote bei 22,3 %.